# Abtei Sainte-Colombe

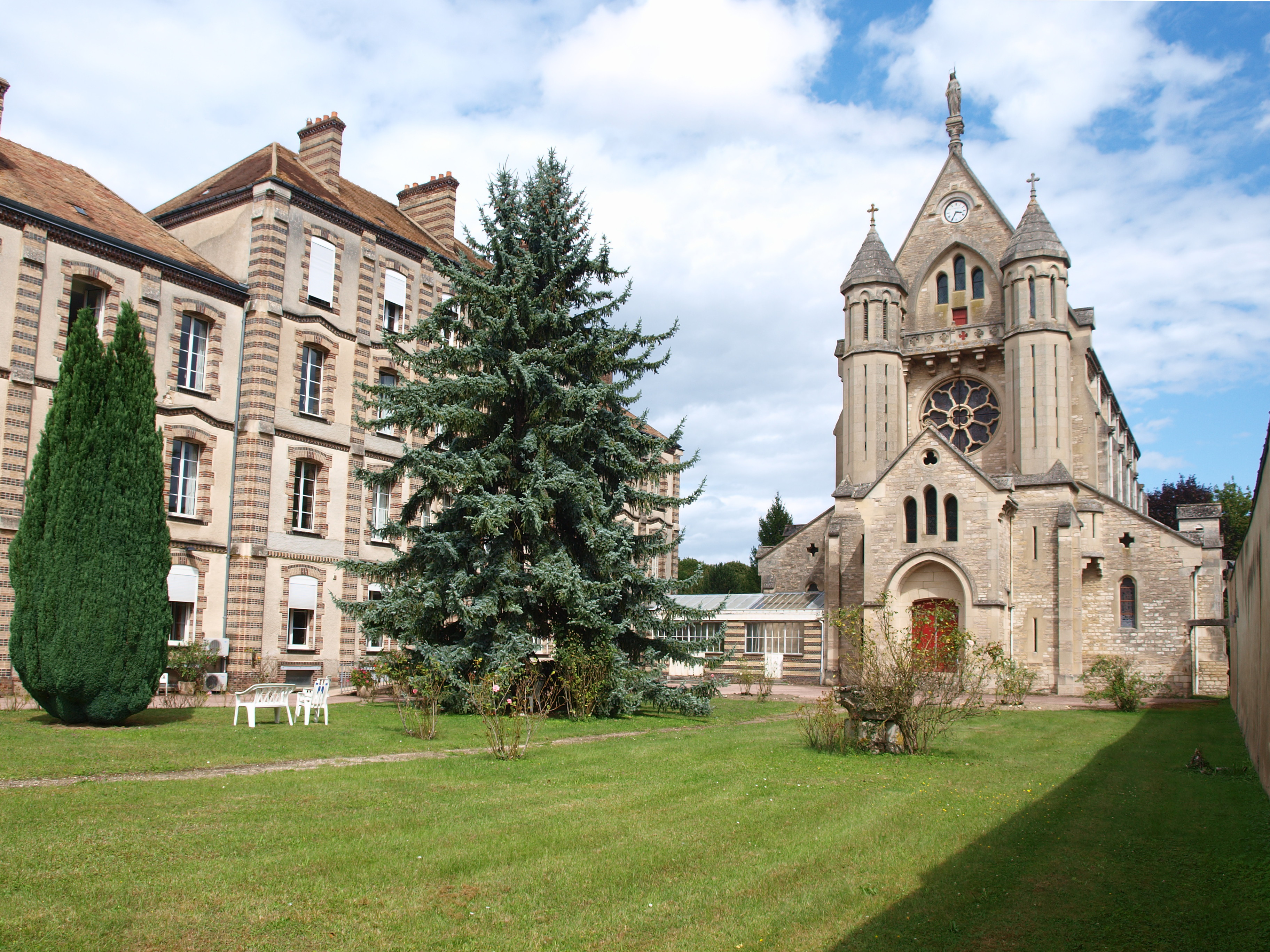
Abtei Sainte-Colombe in Saint-Denis-lès-Sens

Die Abtei Sainte-Colombe in Sens wurde im Jahr 620 vom Merowingerkönig Chlothar II. über dem Grab der heiligen Kolumba von Sens gegründet, die im 3. Jahrhundert in Sens lebte, und deren Verehrung seit dem 6. Jahrhundert bezeugt ist. Die Abteikirche wurde im Zuge der Französischen Revolution 1792 zerstört, die Reliquien wurden dabei zerstreut. An gleicher Stelle wurde im 19. Jahrhundert die Chapelle de l’Immaculée Conception (Kapelle der Unbefleckten Empfängnis) errichtet.
Mit der Abtei Sainte-Colombe in Zusammenhang stehen folgende Personen:
- Welf († 881), Abt von Sainte-Colombe und Saint-Riquier
- Hugo Abbas († 886), ein Vetter Welfs, war u. a. Abt von Sant-Colombe
- Betto, Bischof von Auxerre ab 889, war zuvor Mönch in Sainte-Colombe
- Richard der Gerichtsherr, († 921) Herzog von Burgund, machte sich 894/895 zum Laienabt von Sainte-Colombe
- Rudolf von Burgund, König von Frankreich († 936), wurde in Sainte-Colombe begraben
- Thibaut, Sohn von Hugo von Payns († 1136), war Abt von Sainte-Colombe
- Thomas Becket lebte von 1165 bis 1170 in der Abtei